# Graovo Rocks
Die Graovo Rocks (bulgarisch скали Граово skali Graowo) sind Klippenfelsen vor der Nordküste von Robert Island im Archipel der Südlichen Shetlandinseln. Sie erstrecken sich in nord-südlicher Ausrichtung über eine Länge von 1,75 km und eine Breite von 0,75 km und liegen 1,51 km nordnordöstlich des Newell Point östlich der Lientur Rocks und südwestlich der Liberty Rocks.
Britische Wissenschaftler kartierten sie 1968, bulgarische 2009. Die bulgarische Kommission für Antarktische Geographische Namen benannte sie 2010 nach der Region Graowo im Westen Bulgariens.